# Forum Stadtpark
Forum Stadtpark är en avantgardistisk förening av konstnärer och författare i den österrikiska staden Graz som grundades 1958 för att bygga upp ett modernt kulturcentrum i det före detta Stadtpark-Caféet. Målet var att förena experimentell konst med samhällspolitisk engagemang. 
Forum Stadtpark utvecklades under 1960-talet till ett av Österrikes mest betydelsefulla litteraturcentrum. Vid sidan av litterära evenemang och konstutställningar genomförs även teateruppsättningar, filmvisningar och musikuppföranden. Därutöver knöts kontakter till författare från andra länder, bl. a. Tyskland, Polen och Tjeckien. 
Den nuförtiden självständiga litteraturtidskriften ”manuskripte” gavs ut i samarbete med Forum Stadtpark mellan 1960 och 1995. Sedan 1999 publiceras kulturtidskriften ”schreibkraft”.  Bland de mest kända medlemmarna av Forum Stadtpark finns Wolfgang Bauer, Thomas Bernhard, Barbara Frischmuth, Peter Handke, Ernst Jandl, Alfred Kolleritsch, Gerhard Roth och Michael Scharang.